# سكان البحرين

يبلغ عدد سكان البحرين 1,504,365 مليون نسمة في إحصائية رسميّة عام 2021، ويتركز أغلب السكان في المملكة في الجزء الشمالي من الجزيرة البحرينية لاسيما في المدن الرئيسية كالمنامة والمحرق.

## السكان

النمو السكاني في الآلاف

بلغ عدد سكان مملكة البحرين 1,504,089 نسمة وفق إحصائيات رسميّة، في حين كان عدد السكان 1,234,571 نسمة حسب إحصائيات عام 2011 ويشمل ذلك عدد الوافدين، ويستوطن غالبية السكان مدينتي المنامة والمحرق.
|      | بحريني               | غير بحريني | المجموع      |
| 2001 | 409,619              | 251,698    | 661,317      |
| 2002 | 427,246              | 283,307    | 710,554      |
| 2003 | 445,632              | 318,888    | 764,519      |
| 2004 | 464,808              | 358,936    | 823,744      |
| 2005 | 484,810              | 404,013    | 888,824      |
| 2006 | 505,673              | 454,752    | 960,425      |
| 2007 | 527,433              | 511,864    | 1,039,297    |
| 2010 | 537,719              | 568,790    | 1,106,509[2] |
| 2011 | 568,399              | 666,172    | 1,234,571[2] |
| 2014 | 819,991[بحاجة لمصدر] | 494,098    | 1,314,089    |
| 2021 | 719,333              | 785,032    | 1,504,365    |
| ---- | -------------------- | ---------- | ------------ |
- النمو السكاني: 2.49%
- المواليد: 17.02 مولود لكل 1,000 نسمة من السكان (تقدير 2009)
- الوفيات: 4.29 وفيات لكل 1,000 نسمة من السكان (تقدير 2008)

## الدين
الإسلام هو الدين الرسمي لمملكة البحرين حيث يشكل المسلمون غالبية السكان في البلاد، وبحسب إحصاء 2001 يشكل المسلمون 81.2% من إجمالي السكان فيما يبلغ عدد المسيحيين 9% وباقي السكان (9.8%) من الهندوس أو اليهود، أو السيخ، أو البهائيون، أو لهم أديان أخرى.

### التوزع المذهبي
في الأصل أهل البحرين شيعة إمامية، يقول الشيخ ياقوت الحموي في كتابه معجم البلدان الصادر عام 1224م: «أهل البحرين كلهم روافض وليس عندهم من يخالف هذا المذهب إلا أن يكون غريبًا»، كما يذكر ابن حجر العسقلاني المتوفى عام 1449 في كتابه الدرر الكامنة أن أهل البحرين من كبار الروافض ، ويقول النبهاني- المالكي (ت 370 -1950 يذكر أن أكثر أهلها شيعة. ويقول ابن المجاور المولود في 1205م: «إن بجزيرة أوال ثلاثمئة وستين قرية إمامية المذهب عدا قرية واحدة»، إلا أن الشيخ السلفي د. عبد الحميد بن مبارك آل الشيخ مبارك يخالف هذا القول، فيذكر في كتابه نبذة مختصرة عن المذهب المالكي في الإحساء أن أهل البحرين من أتباع المذهب السني المالكي. لكن حدثت هجرات تاريخية للشيعة إلى البحرين. وأغلب الشيعة في وقتنا الحاضر قدموا على دفعات:
- الدفعة الأولى عام 1670م عندما تم فتح القطيف على يد قبيلة بني خالد، مما دفع الكثير من سكانها من الشيعة الإثني عشرية إلى الهجرة للبحرين.
- الدفعة الثانية عام 1835م بعد أن طردهم فيصل بن تركي بن عبد الله آل سعود من الاحساء.
- الدفعة الثالثة بعد عام 1869م أيام حكم عيسى بن علي آل خليفة للبحرين، قدموا للبحرين بعضهم كمزارعين وبعضهم كعمال.
- الدفعة الرابعة قدموا في الخمسينات،

ويذكر كتاب دليل الخليجللوريمر (الذي كتب تاريخ الخليج في 14 جزء تاريخيا وجغرفيا) عام 1905م، أن أعداد المسلمين السنة في البحرين تبلغ 60,000 نسمة، بينما المسلمين الشيعة 40,000. أو تحديداً 44,800 نسمة لاهل السنة في سكان المدن، بينما الشيعة 16,000 نسمة. ومجموع عدد السكان في القرى السنية 14,200 نسمة، بينما عدد السكان في القرى الشيعية، 24,075 نسمة. لكن كانت هناك عشائر سنية تهاجر من البحرين، مثل البنعلي عام 1895 إلى قطر، ومثل الدواسر عام 1923 إلى الدمام والخبر، وغيرهم كثير. ويتحدث د. حاكم المطيري في كتابه «عبيد بلا أغلال» كيف سعت بريطانيا إلى فصل الدواسر عن البحرين وإبعادهم عنها إضعافا للحركة الوطنية المناهضة لها، في حين تم فتح الباب أمام هجرة الإيرانيين الشيعة.
ولا توجد أي إحصاءات رسمية حديثة لنسب أتباع المذاهب الإسلامية، إلا أن مُختلف الصحف والكتب تشير إلى كون المذهب الشيعي مذهب الأغلبية في البلاد، إلا أن بعض المصادر السنية تشكك بصحة هذه التقديرات، وتذكر بأنه في الانتخابات الأخيرة لم تستطع الأحزاب الشيعية من نيل إلا أقل من نصف الأصوات. فحسب الإحصاء الرسمي الصادر من المركز الرسمي للإحصاء عام 2010 فإن نسبة السنة 51% ونسبة الشيعة 49%.

## التوزع العرقي
نتيجة الوفرة النفطية التي حدثت للبحرين في ثلاثينات القرن الماضي إزدادت أعداد الوافدين إلى البحرين ويشكل المواطنون ثلثي السكان في الوقت الحاضر، ويتشكل الثلث الباقي من الوافدين والمقيمين والعمال من الدول الأسيوية. ويشكل المواطنون البحرينيون حوالي 62.4 % من إجمالي السكان حسب إحصائية عام 2001. فيما يشكل العرب 43 % من النسبة الباقية، ويأتي توزيعهم كالتالي: 33 % من عمان، و 4.5 % من السعودية، و 4.1 % من اليمن. أما غير العرب فنسبتهم كالتالي: 18.8 % إيرانيون، و 14 % هنود، و 10.3 % باكستانيون، و 7.7 % من الدول الغربية (بريطانيا والولايات المتحدة).